# Пыльный вихрь
Пыльный вихрь, пылевой вихрь или песчаный вихрь — атмосферное явление, представляющее собой вихревое движение воздуха, возникающее у поверхности земли днём в малооблачную (обычно жаркую) погоду при сильном прогреве земной поверхности солнечными лучами. Вихрь имеет вертикальную (или слегка наклонённую к горизонту) ось вращения; высота составляет обычно 10—20 м (в ряде случаев может достигать несколько десятков метров), диаметр 1—5 м, время существования — от нескольких секунд до 1—2 минут.
Вихрь поднимает с поверхности земли пыль, песок, камешки, мелкие предметы, перенося их порой на значительное расстояние, исчисляемое сотнями метров. Вихри проходят узкой полосой, так что непосредственно на метеостанции ветер может быть слабым, но фактически внутри вихря скорость ветра достигает 8—10 м/с и более. Горизонтальная видимость на уровне 2 м составляет 10 км и более. В отличие от смерча (торнадо), пылевые (песчаные) вихри не достигают облаков.
Разговорное название в англоязычных странах — пылевой дьявол (англ. dust devil).

## Пылевые вихри на Марсе

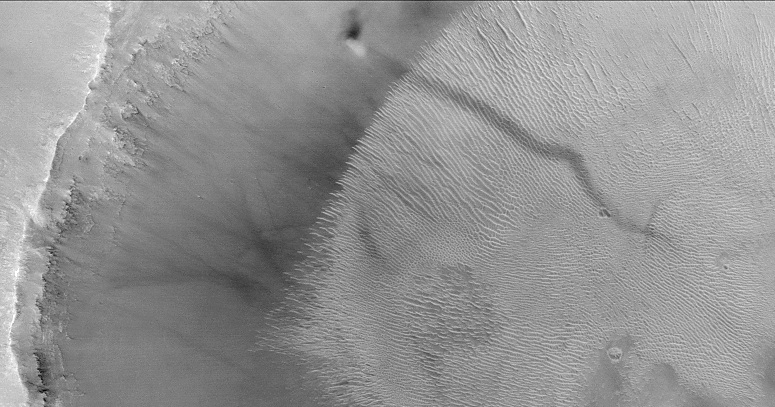
Пылевой вихрь, сфотографированный станцией «Mars Global Surveyor»

Пылевые вихри регулярно проходят по поверхности Марса. Впервые они были сфотографированы в ходе программы «Викинг» в 1970-х годах. В 1997 году автоматическая станция «Mars Pathfinder» зафиксировала прохождение пылевого вихря прямо над собой.
На Марсе размеры пылевого вихря (диаметр и высота) могут быть в десятки раз больше, чем на Земле. В начале 2000-х годов считалось, что особо крупные из них могут представлять угрозу для автоматических станций, работающих на поверхности Марса, и для марсоходов. 20-летняя практика эксплуатации станций и марсоходов показала, что в отличие от продолжительных всепланетных бурь, оборачивающихся гибелью объектов, получающих энергию от солнечных батарей, краткосрочные вихри, наоборот, приносят пользу, очищая панели фотоэлементов от накапливающегося на них песка (англ. cleaning event, „очищающее событие“).
Так, 12 марта 2005 года пылевой вихрь очистил солнечные панели марсохода «Спирит», после чего уровень получаемой роботом энергии увеличился, и он смог вновь увеличить объём работы. Аналогичные «события очистки» имели место и в ходе эксплуатации марсохода «Оппортьюнити».
В 2010 году марсоход «Оппортьюнити» сделал несколько фотографий пылевого вихря.